# Bahnhof Wrexen

Der ehemalige Bahnhof Wrexen liegt am nordöstlichen Rand des Diemelstädter Ortsteils Wrexen (Hessen), im Gegensatz zur Namensgebung auf dem Gebiet der Stadt Warburg im Ortsteil Scherfede (Nordrhein-Westfalen).

## Geschichte
Mit der Fertigstellung der Oberen Ruhrtalbahn durch das Diemeltal erhielt das Fürstentum Waldeck im Jahr 1872 erstmals Anschluss an das Eisenbahnnetz.
Im Jahr 1886 wurde die Einrichtung einer Haltestelle für Wrexen (auf westfälischem Gebiet) und der Bau eines Bahnhofsgebäudes beschlossen und auch begonnen. Die Gemeinde Wrexen leistete einen Beitrag von 1.400 Mark, der durch freiwillige Spenden und eine Anleihe bei der Schulkasse aufgebracht wurde.
Die Eröffnung des Wrexener Bahnhofs erfolgte am 1. Juli 1887. Ein Fürstenzimmer wurde eingerichtet. Nachdem die Residenzstadt Arolsen bereits 1890 ein eigenes Empfangsgebäude mit Fürstenzimmer erhalten hatte, wurde das Fürstenzimmer im Bahnhof Wrexen 1911 aufgehoben und als Wartesaal erster und zweiter Wagenklasse weitergenutzt.
In den 1950er Jahren waren die Hauptfahrtziele Niedermarsberg (30 %) und Warburg (22 %).
Am 1. August 1970 wurde der Schalterbetrieb am Bahnhof Wrexen eingeschränkt. Der Bahnhof Wrexen ist seit dem 31. Mai 1987 ohne Personenverkehr. Seit dem 20. Januar 1988 wird die Betriebsstelle Wrexen als Ausweichanschlussstelle (kurz Awanst) geführt.
Nachdem das zweite Streckengleis schon 1984 aufgegeben worden war, sind inzwischen auch alle anderen Nebengleise zurückgebaut.
Das Empfangsgebäude beherbergte ab dem Jahr 2012 kurzzeitig eine Diskothek. Nach Wechsel des Besitzers wurde der Bahnhof im Rahmen des Tags des offenen Denkmals 2019 erstmals wieder der Öffentlichkeit zugänglich gemacht und soll künftig als Veranstaltungsort genutzt werden.
Eine Analyse der Stadt Diemelstadt im Jahr 2023 zu einem neuen Haltepunkt in Diemelstadt-Wrexen kam zu einer positiven Einschätzung, dabei wurde jedoch eine abweichende Position des Haltepunktes (im Vergleich zum Bahnhof Wrexen) erwogen.